# 해남 은적사 철조비로자나불좌상
해남 은적사 철조비로자나불좌상(海南 隱跡寺 鐵造毘盧舍那佛坐像)은 대한민국 전라남도 해남군 마산면 장촌리에 있는 철로 만든 비로자나불이다. 1981년 10월 20일 전라남도의 유형문화재 제86호로 지정되었다.

## 개요
전라남도 해남군 마산면 장촌리에 있는 철로 만든 비로자나불이다.
볼륨있는 얼굴에 비해 눈은 길게, 코는 작게 표현하여 단정하면서도 다소 근엄한 인상을 준다. 목에는 3개의 주름인 삼도(三道)가 뚜렷하며, 귀는 길게 늘어져 있다.
어깨는 둥글며 전체적인 신체 표현은 양감과 활력이 줄어든 느낌을 준다. 양 어깨에 두른 옷에는 규칙적인 평행 계단식의 옷주름이 표현되어 있는데, 기하학적으로 추상화된 느낌을 준다. 이는 통일신라 이후 고려시대까지 그 맥이 계승된 것이다. 두 손은 가슴에 모아 오른손 검지를 왼손이 감싸 쥐고 있는데 일반적인 비로자나불의 손모양과는 반대로 되어 있다.
이 불상은 당시 유행하던 철불좌상의 비로자나불로서 신라말 고려초의 철불 연구에 중요한 자료이다.

## 참고 문헌
해남 은적사 철조비로자나불좌상 - 국가유산청 국가유산포털